# Episodi di Futurama (quinta stagione)
La quinta stagione della serie animata Futurama, composta da sedici episodi, è andata in onda negli Stati Uniti d'America dal 23 marzo 2008 al 30 agosto 2009 su Comedy Central, costituiti da quattro film direct-to-video usciti in precedenza e divisi ognuno in quattro puntate. La versione italiana è stata trasmessa su Italia 1 dal 29 settembre 2009 al 7 gennaio 2011. Questa stagione è stata replicata su Italia 1 nel formato 16:9 e in alta definizione dall'8 settembre al 29 settembre 2018.
| n. | Codice di produzione | Titolo italiano                      | Titolo originale               | Prima TV USA    | Prima TV Italia   |
| -- | -------------------- | ------------------------------------ | ------------------------------ | --------------- | ----------------- |
| 1  | 5ACV01               | Il colpo grosso di Bender            | Bender's Big Score             | 23 marzo 2008   | 29 settembre 2009 |
| 2  | 5ACV02               | Il colpo grosso di Bender            | Bender's Big Score             | 23 marzo 2008   | 30 settembre 2009 |
| 3  | 5ACV03               | Il colpo grosso di Bender            | Bender's Big Score             | 23 marzo 2008   | 1º ottobre 2009   |
| 4  | 5ACV04               | Il colpo grosso di Bender            | Bender's Big Score             | 23 marzo 2008   | 2 ottobre 2009    |
| 5  | 5ACV05               | La bestia con un miliardo di schiene | The Beast with a Billion Backs | 19 ottobre 2008 | 5 ottobre 2009    |
| 6  | 5ACV06               | La bestia con un miliardo di schiene | The Beast with a Billion Backs | 19 ottobre 2008 | 6 ottobre 2009    |
| 7  | 5ACV07               | La bestia con un miliardo di schiene | The Beast with a Billion Backs | 19 ottobre 2008 | 7 ottobre 2009    |
| 8  | 5ACV08               | La bestia con un miliardo di schiene | The Beast with a Billion Backs | 19 ottobre 2008 | 8 ottobre 2009    |
| 9  | 5ACV09               | Il gioco di Bender                   | Bender's Game                  | 26 aprile 2009  | 9 ottobre 2009    |
| 10 | 5ACV10               | Il gioco di Bender                   | Bender's Game                  | 26 aprile 2009  | 28 dicembre 2010  |
| 11 | 5ACV11               | Il gioco di Bender                   | Bender's Game                  | 26 aprile 2009  | 29 dicembre 2010  |
| 12 | 5ACV12               | Il gioco di Bender                   | Bender's Game                  | 26 aprile 2009  | 30 dicembre 2010  |
| 13 | 5ACV13               | Nell'immenso verde profondo          | Into the Wild Green Yonder     | 30 agosto 2009  | 3 gennaio 2011    |
| 14 | 5ACV14               | Nell'immenso verde profondo          | Into the Wild Green Yonder     | 30 agosto 2009  | 4 gennaio 2011    |
| 15 | 5ACV15               | Nell'immenso verde profondo          | Into the Wild Green Yonder     | 30 agosto 2009  | 5 gennaio 2011    |
| 16 | 5ACV16               | Nell'immenso verde profondo          | Into the Wild Green Yonder     | 30 agosto 2009  | 7 gennaio 2011    |